# Malcolm Lange
Malcolm Lange (Johannesburgo, 22 de noviembre de 1973) fue un ciclista profesional sudafricano y en 2012 director deportivo del equipo Team Bonitas. La mayoría de sus victorias las consiguió como amateur destacando el Campeonato de Sudáfrica en Ruta en tres ocasiones.

## Palmarés
| 1995 (como amateur) - Campeonato de Sudáfrica en Ruta - Contrarreloj de los Juegos Panafricanos 1997 (como amateur) - Campeonato de Sudáfrica Contrarreloj 1998 (como amateur) - Campeonato de Sudáfrica Contrarreloj - 3.º en el Campeonato de Sudáfrica en Ruta - 2 etapas del Giro del Capo 1999 (como amateur) - Campeonato de Sudáfrica en Ruta - 1 etapa del Rapport Toer 2003 - Contrarreloj de los Juegos Panafricanos - 2.º en el Campeonato de Sudáfrica en Ruta 2007 (como amateur) - Campeonato de Sudáfrica en Ruta - 3 etapas de la Vuelta a Marruecos 2008 - 3 etapas de la Vuelta a Marruecos - Pick n Pay Amashovashova National Classic |